# Politirang i Danmark
Politirang i Danmark, den hierarkiske opbygning hos det danske politi, omfatter tre grupper, en chefsgruppe uden specifikt uddannelseskrav, en gruppe med embedseksamen og en gruppe med almen politiuddannelse.

## Uddannelsekrav
Personer med juridisk embedseksamen, en gruppe med almen politiuddannelse, hvor førstnævnte gruppe indtager de ledende stillinger i etaten. Dog kræves juridisk embedseksamen ikke for udnævnelse til chefstillingerne. Ved en politimesters fravær, er det i medfør af retsplejelovens § 112, stk. 2 en person fra det juridiske personale, som varetager politimesterens pligter. Anklagere i politiet skal, i medfør af retsplejelovens § 105 stk. 1, være jurister.

## Rangorden
| 1  | - Rigspolitichef               | - Intet specifikt uddannelseskrav |
| 2  | - Politidirektør               | - Intet specifikt uddannelseskrav |
| 2  | - Direktionsmedlem             | - Intet specifikt uddannelseskrav |
| 2  | - Politimester                 | - Intet specifikt uddannelseskrav |
| 3  | - Stabschef                    | - Intet specifikt uddannelseskrav |
| 3  | - Afdelingschef i Rigspolitiet | - Intet specifikt uddannelseskrav |
| 3  | - Chefanklager                 | - Jurist                          |
| 3  | - Chefpolitiinspektør          | - Politiuddannelse                |
| 4  | - Vicepolitimester             | - Jurist                          |
| 4  | - Politiinspektør              | - Politiuddannelse                |
| 5  | - Vicepolitiinspektør          | - Politiuddannelse                |
| 6  | - Politikommissær              | - Politiuddannelse                |
| 7  | - Politiassistent af 1. grad   | - Politiuddannelse                |
| 8  | - Politiassistent              | - Politiuddannelse                |
| 9  | - Politibetjent                | - Politiuddannelse                |
| 10 | - Politikadet                  | - Politikadetuddannelse           |

### Afskaffet rang
Den 1. maj 2014 blev der gennemført en reform af ledelsesstrukturen i den danske politi, hvilket medførte en ændring og simplificering af rangordningen. 
De følgende range blev fjernet fra Rigspolitiet som led i denne reform:
1. Vicepolitikommissær - Dette var en mellemrang, som lå mellem betjent og politikommissær.
2. Vicerigspolitichef - En ledelsesrang placeret lige under Rigspolitichefen.

## Gradstegn og gradsbetegnelser
| Gradstegn |                  |                                                |                                                             |                                    |                     |                 |                            |                 |               |             |
| Grad      | Rigspolitichefen | Politidirektør, Direktionsmedlem, Politimester | Stabschef, Afdelingschef, Chefanklager, Chefpolitiinspektør | Vicepolitimester, Politiinspektør, | Vicepolitiinspektør | Politikommissær | Politiassistent af 1. grad | Politiassistent | Politibetjent | Politikadet |

## Ekstern henvisning
- Politiets officielle gradstegn 2018 via web.archive.org hentet 10. januar 2019
- Det danske politis hjemmeside
- Politiskolen